# Black Butterfly
Black Butterfly es el cuarto álbum de estudio de Buckcherry lanzado en los Estados Unidos el 16 de septiembre y disponible en países como Japón, Canadá y el Reino Unido desde el 12 de septiembre de 2008.

## Lista de temas
1. "Rescue Me" - 3:12
2. "Tired of You"  - 3:07
3. "Too Drunk..." - 4:02
4. "Dreams" - 3:51
5. "Talk to Me" - 3:28
6. "Child Called It" - 2:55
7. "Don't Go Away" - 3:49
8. "Fallout" - 3:36
9. "Rose" - 3:53
10. "All of Me" - 3:45
11. "Imminent Bail Out" - 3:11
12. "Cream" - 3:34

### Sencillos
| Año  | Sencillo        | Mejor posición en los charts | Mejor posición en los charts | Mejor posición en los charts | Mejor posición en los charts | Mejor posición en los charts | Mejor posición en los charts | Mejor posición en los charts | Mejor posición en los charts | Mejor posición en los charts | Álbum           |
| Año  | Sencillo        | US Hot 100                   | US Main. Rock                | US Mod. Rock                 | US Digital                   | US Pop 100                   | US Adult Top 40              | CAN                          | NZ                           | WW                           | Álbum           |
| ---- | --------------- | ---------------------------- | ---------------------------- | ---------------------------- | ---------------------------- | ---------------------------- | ---------------------------- | ---------------------------- | ---------------------------- | ---------------------------- | --------------- |
| 2008 | "Too Drunk..."  | -                            | 7                            | 25                           | -                            | -                            | -                            | -                            | -                            | -                            | Black Butterfly |
| 2008 | "Don't Go Away" | -                            | -                            | -                            | -                            | -                            | -                            | -                            | -                            | -                            | Black Butterfly |
| 2008 | "Rescue Me"     | -                            | -                            | -                            | -                            | -                            | -                            | -                            | -                            | -                            | Black Butterfly |